# Lasianthus rhinophyllus
Espèce
Statut de conservation UICN

 CR  : 
En danger critique
Lasianthus rhinophyllus est une espèce de la famille des Rubiaceae.

## Répartition
Ce taxon se rencontre dans le pays suivant : Sri Lanka.

## Systématique
Le nom correct complet (avec auteur) de ce taxon est Lasianthus rhinophyllus (Thwaites) Thwaites.